# Dariusz Tataj
Dariusz Tataj (ur. 28 listopada 1972) – polski piłkarz, występujący na pozycji napastnika.

## Życiorys
Wychowanek Pogoni Skwierzyna. W 1995 roku został piłkarzem Chrobrego Głogów, dla którego zdobył osiem bramek w II lidze. W 1996 roku przeszedł do Śląska Wrocław. W I lidze zadebiutował 31 lipca w przegranym 0:2 spotkaniu ze Stomilem Olsztyn. W najwyższej klasie rozgrywkowej w 28 meczach strzelił dwa gole – przeciwko GKS Bełchatów (1:0) i Amice Wronki (2:0). Po sezonie spadł z klubem do II ligi, a rok później opuścił Śląsk. Następnie występował w klubach niższych lig, w tym trzecioligowych: Polonii Słubice, Lubuszaninie Drezdenko, Pogoni Świebodzin i Lechu/Zrywie Zielona Góra.

## Statystyki ligowe
| Sezon         | Klub           | Liga    | Mecze | Gole |
| ------------- | -------------- | ------- | ----- | ---- |
| 1994/1995 (w) | Chrobry Głogów | II liga | 17    | 1    |
| 1995/1996     | Chrobry Głogów | II liga | 29    | 7    |
| 1996/1997     | Śląsk Wrocław  | I liga  | 28    | 2    |
| 1997/1998     | Śląsk Wrocław  | II liga | 17    | 0    |